# Предзнаменования (балет)
«Предзнаменова́ния» (фр. Les Présages; англ. Destiny) — одноактный балет (балет-симфония, симфонический балет или хореографическая симфония) в 4 картинах в постановке Л. Ф. Мясина на музыку Пятой симфонии (соч. 64) П. И. Чайковского, либретто балетмейстера, сценография А. Массона. Впервые представлен труппой Русский балет Монте-Карло 13 апреля 1933 года в театре Опера Монте-Карло, Монте-Карло.

## Балет-симфония
Мясин не был первым балетмейстером, который использовал известные симфонии, изначально не замысливавшиеся для постановок балетов. В 1908 в Бостоне Айседора Дункан впервые представила «Танец будущего» (англ. The Dance of the Future) на музыку 7-й симфонии Л. Бетховена. В 1916 году А. А. Горский впервые осуществил опыт балетной постановки симфонии на музыку 5-й симфонии А. К. Глазунова. В 1923 году Ф. В. Лопухов представил в Государственном академическом театре оперы и балета бессюжетный программный балет-симфонию (танц-симфонию) «Величие мироздания» на музыку 4-й симфонии Л. Бетховена.
В творчестве Мясина «Предзнаменования» стали первым из его 6 балетов-симфоний. Е. Я. Суриц, исследовательница творчества Л. Ф. Мясина, и В. А. Вязовкина используют термин «балет-симфония», в русском переводе мемуаров Мясина и в зарубежных источниках также употребляются понятия «симфонический балет» (фр. ballet symphonique) или «хореографическая симфония» (англ. choreographic symphony).
Мясин писал в воспоминаниях, что замысел эксперимента зародился на Сицилии: «черпал вдохновение из древних руин Селинунта, Агридженто и Пестума». «Использование музыки Чайковского я рассматривал как возможность создания балетной формы, аналогичной музыкальной форме симфонии. Я брал на себя ответственность за объяснение смысла симфонии Чайковского через пластическое изложение, экспозицию и развязку. <…> Постановка должна была состоять из четырёх частей: первая — жизнь с её стремлениями и соблазнами; затем — страсть и соперничество между священной и мирской любовью; третья — легкомыслие; и последняя — кульминация судьбы человека через конфликт». В своём бессюжетном сочинении балетмейстер персонифицировал абстрактные понятия. В каждой их 4-х частей симфонии Чайковского Мясин символически развил тему борьбы человека со своей судьбой: Действие противостоит Соблазну, Страсть одолевается Любовью, Легкомыслие привносит лёгкую праздничность, Война превращает человека в славного героя крепнущего Мира.
Сотрудничество с Леонидом Мясиным при создании его первого балета-симфонии стало первой работой Андре Массона для театра. В своём эскизе декорации Массон порвал связи с поэтическим и реалистическим универсумом балета для её собственного утверждения в абстрактной и символистской эстетике.

## Премьера
- 1933, 13 апреля — «Предзнаменования», балет в 4 частях на музыку 5-й симфонии П. И. Чайковского, автор либретто и балетмейстер Л. Ф. Мясин, сценограф А. Массон[10].[3]. Русский балет Монте-Карло, Монте-Карло[1][2].

Действующие лица и исполнители:
- Страсть (la Passion) — Ирина Баронова
- Легкомыслие (la Frivolité) — Татьяна Рябушинская
- Действие (l’Action) — Нина Вершинина
- Судьба (le Destin) — Леон Войциховский
- Герой (le Héros) —  Давид Лишин

Первый симфонический балет хореографа покорил зрителя своей оригинальностью и завоевал большой успех. Сольные партии, па-де-де и ансамбли поставлены в манере античного хора и соответствуют развитию музыкальных тем в сложных хореографических композициях, танец придаёт классической технике лёгкую выразительность с экспрессионистскими акцентами. Премьера «Предзнаменований» стала сенсацией балетного сезона. Восприятие публики было противоречивым. Балетоманы стали сторонниками постановки, музыканты осуждали балетмейстера за инсценировку великого сочинения Чайковского. Тем не менее, «в Монте-Карло, а затем в Лондоне эксперимент с метафорическим балетом был признан успешным».
В 1933 году показы балета-симфонии состоялись 9 июня в театре Шатле (Париж), 4 июля театре Альгамбра (Лондон) и 21 декабря в театре Сент Джеймс (Нью-Йорк). Мясин писал о его положительном приёме как светской, так и артистической частями нью-йоркской публики. Балет также исполнялся в трёх турне в Австралии и Новой Зеландии труппами полковника Василия де Базиля Русский балет Монте-Карло (1936/37), Русский балет Ковент-Гардена (1938/39) и Оригинальный русский балет (1939/40). В Австралии «Предзнаменования» стали одной из наиболее популярных постановок Русских балетов де Базиля. В 1947 году Е. Я. Суриц присутствовала на представлении балета в Рио-де-Жанейро труппой Оригинальный русский балет.
Репризы
- 1989 — реконструкция Татьяны Лесковой по приглашению Рудольфа Нуриева силами балетной труппы Парижской оперы[13]
- 2005, 14 апреля — возобновление Лорки Мясина, Большой театр, Москва
- 2007 — возобновление Татьяны Лесковой силами труппы Австралийский балет. Балет присутствовал в программе международного турне коллектива 2008 года и был представлен в Лондоне[15]. Реприза была посвящена вкладу Мясина в развитие балетного искусства в Австралии и осуществлялась в рамках проекта «Русские балеты в Австралии: Наша культурная революция» (англ. Ballets Russes in Australia: Our cultural revolution)[13]

Другие редакции
- 1955, 22 июля — «Пятая симфония: Предзнаменования» (англ. Fifth Symphony : Les Présages) в постановке Юрека Шабельского для труппы Балет Борованского (англ. Borovansky Ballet), Мельбурн[13]

## Значимость
В. А. Вязовкина причисляет «Предзнаменования» ко второму всплеску балетного неоромантизма наряду с «Паганини» М. М. Фокина и цитирует слова Е. Я. Суриц: «Мы привыкли сейчас связывать саму идею создания танцевального аналога симфонии с именем Баланчина, а опыты Баланчина выводить из классических ансамблей балетов Петипа. На деле Мясин создал свои балеты-симфонии раньше и отправная точка была иной: не столько условные построения Петипа, сколько драматизированные композиции Фокина на симфоническую музыку, где главным было начало действенное, повествовательное». Принимая во внимание попытки предшественников (А. Дункан, А. А. Горского, Ф. В. Лопухова), заслугой Л. Ф. Мясина принято считать то, что балетмейстеру удалось утвердить новый жанр балета-симфонии в искусстве музыкального театра. Кроме того Мясин заставил своими «Предзнаменованиями» изменить отношение к музыке Чайковского, поздние симфонии которого считались старомодными, относительно чего Вязовкина отметила: «Первым, кто в Европе заставил взглянуть на музыку Чайковского через новизну сценического воплощения, был именно Мясин».
Первая постановка Мясиным балета-симфонии оживила начавшиеся со времён Айседоры Дункан споры о правомерности использования музыки, специально не создававшейся для балета. Впоследствии Мясин создал ещё 5 балетов-симфоний: «Хореартиум» на музыку 4-й симфонии И. Брамса (1933), «Фантастическая симфония» на музыку одноимённой симфонии Г. Берлиоза (1936), «Седьмая симфония» на музыку 7-й симфонии Л. Бетховена (1938), «Красное и Чёрное» на музыку 1-й симфонии Д. Д. Шостаковича (1939), «Лабиринт» на музыку 7-й симфонии Ф. Шуберта (1941). О значении этих работ Мясина Суриц писала: «Их художественные достоинства сделали бесспорным право существования этого нового жанра балетного театра».